# Senri Kawaguchi
Senri Kawaguchi (川口 千里 Kawaguchi Senri?) es una baterista japonesa de jazz fusión. Es a veces apodada en Japón como tekazuhime (手数姫), ("Princesa de los múltiples golpes"). Suele tocar con la imagen de un lagarto en el frontal de su bombo de 20 pulgadas, así como en sus baquetas Zildjian. Ha recibido numerosos galardones como reconocimiento a su talento.

## Primeros años
Kawaguchi nació en Nagoya, en la prefectura de Aichi, el 8 de enero de 1997. Siendo aún muy joven se mudó con su familia a Yokkaichi, en la prefectura vecina de Mie.
Tuvo su primer contacto con una batería a la edad de cinco años, cuando su padre, a quien durante una entrevista describió como un "otaku mecha" (メカオタク), trajo a casa un kit de batería electrónica con la intención de curiosear sobre su funcionamiento interno. Acabó dándoselo a ella para tocar, y a la edad de seis años comenzó a recibir clases de batería en su localidad. Cuando tenía ocho años su profesor recomendó que, dado el interés y el talento que había mostrado, pasara a recibir clases del reconocido baterista japonés Kozo Sugunama.
Bajo la tutela de Sugunama las habilidades de Kawaguchi fueron en aumento, y pronto se vio acompañando a músicos profesionales. En 2009 lanzó su primer DVD, Horoscope, con Sugunama y miembros de la banda de fusión japonesa Fragile. Más tarde aquel mismo año, tras iniciar los estudios de secundaria, empezó a realizar actuaciones en locales pequeños bajo el nombre Senri's Super Session, con Akira Tanemura a la guitarra, Teruyuki Iwawaki en el bajo y Mayumi Yoshida en el teclado, con el cual aún sigue actuando; y entre 2011 y 2014 en el BeeHive de Osaka, bajo el nombre Senri's BeeHive Session —tocando con músicos de jazz fusión y rock japonés de primer orden, incluyendo a Kyoji Yamamoto, Minoru Mukaiya, y Tetsuo Sakurai. Muchos videos de estas interpretaciones fueron subidos a una cuenta de  YouTube creada a nombre de ella, junto con vídeos en los que actuaba con el acompañamiento de música del anime K-On, atrayendo con ello a una audiencia mucho mayor.
En 2010, a la edad de 13 años, se convirtió en una de las bateristas más jóvenes, y tan sólo la segunda tras el baterista japonés Akira Jimbo, en ver su nombre añadido a la lista de los 500 mejores bateristas de Drummerworld.

## Carrera
En 2011, además de continuar con sus habituales sesiones, realizó su primer viaje al extranjero cuando Yamaha Drums la invitó para exhibir algunos de sus nuevos sets de batería en el Winter NAMM Show en Anaheim, California. Más tarde aquel año volvió a viajar con Yamaha a China para participar en el Jiutai International Drum Festival de 2011 en Tianjin.
En 2012 hizo su primera aparición en la televisión nacional cuando, junto con los miembros de Senri's Super Session, acompañó al guitarrista Kyoji Yamamoto en el Tokyo Crossover Night International Jazz Festival de aquel año, que fue transmitido por Fuji Television en su canal por satélite.
En su decimosexto cumpleaños en enero de 2013, lanzó su primer CD en solitario A la Mode, en el que era acompañada por una serie de músicos japoneses, incluyendo algunos de los que habían tocado con ella en las sesiones en el BeeHive. Más tarde aquel año asistió al Hua Hin Jazz Festival, donde actuó junto a Jun Abe, Shingo Tanaka, el bajista del grupo de jazz fusión T-Square, y Kay-Ta Matsuno. Hacia finales de año, inició una colaboración con Kiyomi Otaka, teclista de Casiopea 3rd, formando el dúo de fusión Kiyo*Sen. Lanzaron su primer CD Chocolate Booster en enero de 2014. La publicación de este CD fue seguida de cuatro giras cortas más tarde aquel año.
A principios de 2014 viajó a Los Ángeles para grabar su segundo CD, Buena Vista. Allí conoció al multinstrumentista francés de smooth jazz y música new-age Philippe Saisse, con quien continúa colborando. Fue también invitada a participar como uno de los jueces internacionales del concurso de batería Hit Like a Girl de 2014, del cual ha sido juez habitual desde entonces. Más tarde aquel año, participó en la gira en Japón del grupo idol E-Girls,pasando a ser la baterista de su grupo de apoyo, lo que supuso su primera experiencia en recintos de mayor envergadura, incluyendo el Budokan de Tokio. Finalmente, en septiembre, hizo su primer actuación en el Tokyo Jazz Festival.
En abril de 2015, después de finalizar los estudios de educación secundaria superior, se traslada a Tokio para estudiar ciencias sociales en la universidad de Waseda. Simultáneamente a sus estudios continúa su trabajo musical de sesión y de estudio. En junio de aquel año, Kiyo*Sen lanzó su segundo CD, Duology, seguido de una gira corta promocional. En agosto viajó al Rock au Château Festival 2015, celebrado sobre suelo del castillo de Villersexel en Francia. En septiembre actuó en el Super Mario 30th Anniversary Concert en Tokio. Recibió también más peticiones de colaboración con otros artistas, tanto para tocar en conciertos, como para tocar como baterista de sesión en álbumes, cabiendo destacar su invitación a tocar junto a Guthrie Govan en el tramo japonés de su gira Erotic Cakes a finales de 2015. Trabajaría de nuevo con Govan un año más tarde, a finales de 2016.
En 2016 lanzó 3 CDs: KKK Core, una colaboración entre Kawaguchi, Kozo Sugunama y Kaori Hirohara en la que llevaban trabajado desde el año anterior; Trick or Treat, su tercer CD como miembro de Kiyo*Sen; y Cider Hard and Sweet, una colaboración con Philippe Saisse y el bajista Armand Sabal-Lecco.
A lo largo de 2017 participó en varios eventos conmemorativos con motivo del 50.º aniversario de Yamaha Drums —culminando con un concierto con Dave Weckl, Steve Gadd, y Akira Jimbo sobre el escenario el 2 de septiembre. Algunos de los artistas con los que trabajó en 2017 incluyen a Bootsy Collins en su CD World Wide Funk, lanzado en octubre de 2017, y Jan Erling Holberg, con quien colaboró en su sencillo Aim to Please.
En septiembre de 2017 tocó junto a Saisse y Sabal-Lecco en una actuación televisada en el Tokyo Jazz Festival de 2017 en el NHK Hall, tras lo cual actuaron en varios escenarios, incluyendo el Motion Blue de Tokio, el cual fue grabado y publicado en DVD y Blu-Ray y por el cual les fue concedido el premio a la mejor actuación en vivo del Nissan Jazz Japan de 2017. En octubre de aquel año viajó a Bangalore, donde participó en el October Octaves de 2017 junto con el violinista hindú de fusión Abhijith PS Nair.
En 2019 se graduó en la universidad de Waseda.

## Discografía

### Grabaciones en solitario
Álbumes
- A La Mode - Most Company, VEGA Music Entertainment – MOCA-1844. Publicado el 8 de enero de 2013.
- Buena Vista - Most Company, VEGA Music Entertainment – MOCA-1846. Publicado el 4 de junio de 2014.
- Cider Hard & Sweet - King Record Co. Ltd – KICJ-758. Publicado el 21 de diciembre de 2016. Está considerado como su debut más importante.[5]

DVD y Blu-ray
- Horoscope - Jewel Sound – JSSK-9. Publicado el 6 de febrero de 2009
- Senri Kawaguchi LIVE Tour 2014 "Buena Vista" - Most Company, VEGA Music Entertainment – MODA-2601. Publicado el 4 de abril de 2015.
- Senri Kawaguchi TRIANGLE Live in Yokohama 2017 - King Record Co. Ltd – KIXM-305. Publicado el 27 de diciembre de 2017.

### Grabaciones como miembro de Kiyo*Sen
Álbumes
- Chocolate Booster - VEGA Music Entertainment – VGDBRZ-0053. Publicado el 18 de enero de 2014.
- Duology - VEGA Music Entertainment – VGDBRZ-0060. Publicado el 24 de junio de 2015.
- Trick or Treat - VEGA Music Entertainment – VGDBRZ-0065. Publicado el 2 de septiembre de 2016.
- Organiser - Elec Records – ELFA-1816. Publicado el 4 de julio de 2018.
- Drumatica - Airgroove LLC & Elec Records – YZAG-1105. Publicado el 6 de noviembre de 2019.

DVD y Blu-ray
- ChocoーBoo Live! - VEGA Music Entertainment – VGVJFZ-0005. Publicado el 26 de abril de 2014.
- Another Live World - Alfanote - AND075. Publicado el 4 de julio de 2018.[43]

### Otras grabaciones
Álbumes
- KKK-Core - VEGA Music Entertainment – VGDBRZ-0064. Publicado el 28 de enero de 2016.

### Documentales sobre Senri Kawaguchi
DVD y Blu-ray
- Senri Kawaguchi de 18 a 20 años (川口千里 密着age18-20〜千里の道も一歩から メジャーの先へ〜) - - Alfanote – AND073. Publicado el 9 de septiembre de 2017[44]

Nota: Todas las fechas de lanzamiento, etiquetas y números de catálogo corresponden a la edición japonesa.